# Broach

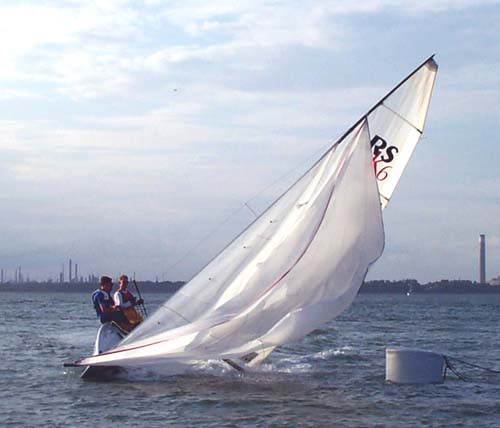
En RS K6 som broachar med gennaker vid rundning av ett märke

Broach är en okontrollerad upplovning, vanligen vid segling med spinnaker.